# أحمد آل محيميد
أحمد علي آل محيميد هو لاعب كرة قدم سعودي.
مثل نادي الترجي و شارك مع بيرتشوت ويلريجك في دوري الدرجة الثانية البلجيكي في تجربة لمدة 6 شهور و انتقل إلى نادي الاتفاق مطلع عام 2019 و أعير إلى نادي الجبلين مطلع عام 2020 و انتقل بعدها إلى نادي الحزم.